# ピーター・オブライエン (外野手)
ピーター・ロバート・オブライエン（Peter Robert O'Brien, 英語発音: [ˈpitɚ oʊˈbraɪən]; 1990年7月15日 - ）はアメリカ合衆国フロリダ州マイアミ・デイド郡ハイアリア出身のプロ野球選手（左翼手、一塁手）。メキシカンリーグのプエブラ・パロッツ所属。

## 経歴

### プロ入り前
フロリダ州マイアミのG・ホームズ・ブラドック高等学校出身。高校時代に捕手に転向した。2008年のMLBドラフトでは指名されず、ベスーン・クックマン大学に進学し、ミッド・イースタン・アスレチック・カンファレンス(MEAC)のベスーン・クックマン・ワイルドキャッツに所属した。2010年にはMEACプレイヤー・オブ・ザ・イヤーに選出された。また、同年に日本で開催された第5回世界大学野球選手権大会にはアメリカ合衆国代表として参加した。
2011年のMLBドラフト3巡目（全体107位）でコロラド・ロッキーズから指名されたが、契約せずにマイアミ大学のマイアミ・ハリケーンズに転入した。

### プロ入りとヤンキース傘下時代
2012年のMLBドラフト2巡目（全体94位）ニューヨーク・ヤンキースから指名され、プロ入り。契約後、傘下のルーキー級ガルフ・コーストリーグ・ヤンキースでプロデビュー。A-級スタテンアイランド・ヤンキースでもプレーし、2球団合計で52試合に出場して打率.212、10本塁打、34打点を記録した。
2013年はA級チャールストン・リバードッグスとA+級タンパ・ヤンキースでプレーし、2球団合計で119試合に出場して打率.291、22本塁打、96打点を記録した。オフにはアリゾナ・フォールリーグに参加し、スコッツデール・スコーピオンズに所属した。
2014年、ヤンキース傘下ではA+級タンパとAA級トレントン・サンダーでプレーした。

### ダイヤモンドバックス時代
2014年7月31日にマーティン・プラドとのトレードで、アリゾナ・ダイヤモンドバックスへ移籍した。移籍後は傘下のAA級モービル・ベイベアーズでプレーし、4試合に出場して打率.385、1本塁打、4打点を記録した。また、移籍前を含めた3球団合計では106試合に出場して打率.271、34本塁打、74打点を記録した。オフには2年連続でアリゾナ・フォールリーグに参加し、ソルトリバー・ラフターズに所属した。
2015年からは外野手としての出場がメインになった。開幕からAAA級リノ・エーシズでプレーし、131試合に出場して打率.284、26本塁打、107打点、1盗塁を記録した。また、7月14日に行われたAAA級のオールスターゲームのホームランダービーでは、第二位となる合計20本塁打を放った。ロースター拡大後の9月8日にメジャー契約を結んでアクティブ・ロースター入りすると、11日のロサンゼルス・ドジャース戦でエンリケ・ブルゴスの代打で登場してメジャーデビュー。 この打席でイアン・トーマスからメジャー初安打を放ち、打点も記録した。この年メジャーでは8試合に出場して打率.400、1本塁打、3打点を記録した。
2016年は28試合に出場して打率.141、5本塁打、9打点を記録した。オフの12月23日にDFAとなった。

### ロイヤルズ傘下時代
2017年1月3日にサム・ルイスとのトレードで、カンザスシティ・ロイヤルズへ移籍した。シーズンでは開幕から傘下のAAA級オマハ・ストームチェイサーズでプレーしていたが、5月10日にDFAとなった。

### レッズ傘下時代
2017年5月16日にウェイバー公示を経てシンシナティ・レッズへ移籍し、傘下のAAA級ルイビル・バッツへ配属された。5月25日にDFAとなった。

### レンジャーズ傘下時代
2017年5月27日にウェイバー公示を経てテキサス・レンジャーズへ移籍し、傘下のAAA級ラウンドロック・エクスプレスへ配属された。6月17日にDFAとなった。

### ドジャース傘下時代
2017年6月18日にウェイバー公示を経てロサンゼルス・ドジャースへ移籍した。傘下のAA級タルサ・ドリラーズとAAA級オクラホマシティ・ドジャースでプレーしていたが、7月31日にDFAとなり、8月3日に40人枠外となった。

### マーリンズ時代
2018年5月31日に金銭トレードで、マイアミ・マーリンズへ移籍した。移籍後は傘下のAA級ジャクソンビル・ジャンボシュリンプとAAA級ニューオーリンズ・ベビーケークスでプレーした。9月4日にメジャー契約を結んでアクティブ・ロースター入りした。
2019年6月20日にDFAとなり、22日にマイナー契約でAAA級ニューオーリンズへ配属された。レギュラーシーズン終了後の10月15日にFAとなった。

### ブレーブス傘下時代
2019年12月16日にアトランタ・ブレーブスとマイナー契約を結び、2020年のスプリングトレーニングに招待選手として参加することになった。
2020年はメジャー昇格の機会はなく、またマイナーリーグが開催されなかったため、公式戦に出場することなく8月16日に自由契約となった。

### メキシカンリーグ時代
2021年はメキシカンリーグのティフアナ・ブルズと契約した。60試合に出場し、打率.258、16本塁打、39打点の成績を残した。オフの12月24日にプエブラ・パロッツにトレード移籍した。

## 詳細情報

### 年度別打撃成績
| 年 度    | 球 団    | 試 合 | 打 席 | 打 数 | 得 点 | 安 打 | 二 塁 打 | 三 塁 打 | 本 塁 打 | 塁 打 | 打 点 | 盗 塁 | 盗 塁 死 | 犠 打 | 犠 飛 | 四 球 | 敬 遠 | 死 球 | 三 振 | 併 殺 打 | 打 率 | 出 塁 率 | 長 打 率 | O P S |
| -------- | -------- | ----- | ----- | ----- | ----- | ----- | -------- | -------- | -------- | ----- | ----- | ----- | -------- | ----- | ----- | ----- | ----- | ----- | ----- | -------- | ----- | -------- | -------- | ----- |
| 2015     | ARI      | 8     | 12    | 10    | 1     | 4     | 1        | 0        | 1        | 8     | 3     | 0     | 0        | 0     | 0     | 2     | 0     | 0     | 5     | 0        | .400  | .500     | .800     | 1.300 |
| 2016     | ARI      | 28    | 67    | 64    | 6     | 9     | 1        | 0        | 5        | 25    | 9     | 0     | 0        | 0     | 0     | 3     | 2     | 0     | 27    | 2        | .141  | .179     | .391     | .570  |
| 2018     | MIA      | 22    | 74    | 66    | 8     | 18    | 5        | 0        | 4        | 35    | 10    | 0     | 0        | 0     | 1     | 7     | 0     | 0     | 22    | 2        | .273  | .338     | .530     | .868  |
| 2019     | MIA      | 14    | 47    | 42    | 2     | 7     | 1        | 0        | 1        | 11    | 4     | 1     | 0        | 0     | 0     | 4     | 0     | 1     | 19    | 2        | .167  | .255     | .262     | .517  |
| MLB：4年 | MLB：4年 | 72    | 200   | 182   | 17    | 38    | 8        | 0        | 11       | 79    | 26    | 1     | 0        | 0     | 1     | 16    | 2     | 1     | 73    | 6        | .209  | .275     | .434     | .709  |

- 2020年度シーズン終了時

### 記録
MiLB
- オールスター・フューチャーズゲーム選出：1回（2014年）

### 背番号
- 72（2015年）
- 14（2016年）
- 45（2018年 - 2019年）

### 代表歴
- 第5回世界大学野球選手権大会 アメリカ合衆国代表